# Parabotia parva
Parabotia parva är en fiskart som beskrevs av Chen, 1980. Parabotia parva ingår i släktet Parabotia och familjen nissögefiskar. Inga underarter finns listade i Catalogue of Life.